# Mireille Vautier
Mireille Vautier, née le 17 août 1962 à Chartres, est une artiste peintre, illustratrice et auteure pour la jeunesse française.

## Biographie
Mireille Vautier est diplômée de l'École nationale supérieure des arts décoratifs de Paris,.
En 1989, elle reçoit une mention au prix international BolognaRagazzi, dans catégorie prix graphique, à la Foire du livre de jeunesse de Bologne, pour  Au temps de l'antan : contes du pays Martinique, sur un texte de Patrick Chamoiseau. Deux ans plus tard, dans la même catégorie, elle est lauréate du prix BolognaRagazzi 1991,.
Elle a été récompensée par deux fois successives à la Biennale d'illustration de Bratislava, en 1993 et 1995, en recevant la Plaque d'Or de Bratislava, prix international d'illustration, dont six français ont été honorés.
Elle a illustré de nombreux auteurs, dont Christian Bruel, Alain Serres, René de Ceccatty ou Thierry Lenain. Elle est publiée par diverses éditions pour la jeunesse, dont Milan, Hatier, Gallimard, Syros, ou La Joie de lire.
Elle s'est installée à New-York de 2006 à 2009, avec son compagnon, l'artiste et illustrateur Serge Bloch, et leurs deux enfants.
Elle travaille également des œuvres en trois dimensions, en papier,, à partir de sacs plastique, et en broderie,,.

## Publications

### Auteure du texte et illustratrice
- À quoi rêvent les animaux du zoo ? , Hatier, 1989.
- Hector, le  tapir, Circonflexe, 1991.
- Sept-embre : livre d'estampes, Le Petit Jaunais, 1995.
- Beau corbeau, éditions Thierry Magnier, 1999.
- Série Paul et Lila, Gallimard jeunesse-Giboulées :
  - Paul et Lila au fil de l'eau, 2001 ;
  - Paul et Lila dans la nuit, 2001 ;
  - Paul et Lila en plein soleil, 2001 ;
  - Paul et Lila le nez au vent, 2001.
- Ma grand-mère Nonna[12], Gallimard jeunesse-Giboulées, 2002.
- Sacrés caractères[13], Giboulées-Gallimard jeunesse, 2004.

### Illustratrice
- Cet endroit-là dans la taïga : contes du Grand Nord, Luda, Hatier, 1986.
- Olga, Mado, Mimi, Christian Bruel, Le Sourire qui mord, 1987.
- Vingt minutes sous les mers, Christian Bruel, conception Katy Deville, le Sourire qui mord, 1988.
- Au temps de l'antan : contes du pays Martinique, Patrick Chamoiseau, Hatier, 1988.
- 1 pouce 2 pieds 3 mètres : pour découvrir les mesures en révolution, texte d'Isabelle de Fouchecour, éd. Cité des Sciences et de l'Industrie, 1989.
- Tchou-tchou connexion, Christian Bruel, le Sourire qui mord, 1989.
- Je suis amoureux d'un tigre, Paul Thiès, Syros, 1989.
- Une île dans ma baignoire, Alain Serres, Nathan, 1990.
- Rue de la Méditerranée,  René de Ceccatty, Hatier, 1990.
- Mr Wolf : découvrir l'anglais, Marie-Christine Lucron et Michaela Morgan, Harrap's, 1990.
- Aladdin, adapté par Claude Clément, Nathan, 1991.
- Les Chapeaux de Magali, Philippe Outin, Messidor, 1991.
- Je me marierai avec Anna, Thierry Lenain, Éditions du Sorbier, 1992.
- Mystérieuse nuit à Athènes , Hélène Montardre, Syros, 1992.
- Une île mon ange, Thierry Lenain, La Joie de lire, 1993.
- Pepita, Pascale Gautier, Albin Michel jeunesse, 1993.
- Toute l'eau de mon coeur, Patrick Mosconi, d'après un rêve de Charlotte Mosconi, A. Michel jeunesse, 1994.
- 365 contes pour tous les âges, recueillis et adaptés par Muriel Bloch, Gallimard jeunesse-Giboulées, 1995.
- (en) The  Butter  tree, Mary  Lions, éd. Henry Holt & Company, 1995.
- Paroles de fraternité, recueillies par Michel Piquemal, présentées par l'Abbé Pierre, Albin Michel, 1993.
- Tour de terre en poésie : anthologie multilingue de poèmes du monde[14],[15], Jean-Marie Henry, Rue du monde, 1998.
- 365 contes de la tête aux pieds, recueillis et adaptés par Muriel Bloch, Gallimard jeunesse-Giboulées, 2000.
- Peau noire, Peau blanche, Yves Bichet, Gallimard jeunesse-Giboulées, 2000.
- Pommes de lune, Jean Rousselot, Rue du monde, 2001.
- Une Bible pour les enfants : les grands épisodes de l'Ancien Testament, racontés par Sonia Goldie et Anne Weiss, illustrations par Stéphanie Dallé-Asté, Mireille Vautier, Anne Weiss, Éditions Mila, 2002.
- Le Bélier de la montagne, Rabah Belamri, Giboulées-Gallimard jeunesse, 2004.
- Quand la Bible rêve[16], Chochana Boukhobza, Gallimard jeunesse-Giboulées, 2005.
- Cocozumba[17],[18], Muriel Bloch, inspiré de Lydia Cabrera, Seuil jeunesse, 2005.
- Yatiri et la fée des brumes[19],[20], Danièle Ball-Simon, inspirée des contes du nord du Chili, A. Michel jeunesse, 2006.

## Prix et distinctions
- Prix de la Création 1988[1],[2], Salon du livre et de la presse jeunesse de Montreuil.
- Grand prix de la littérature de jeunesse 1988[21] pour Au temps de l'antan : contes du pays Martinique, sur un texte de Patrick Chamoiseau.
- Mention au prix BolognaRagazzi 1989, catégorie prix graphique, Foire du livre de jeunesse de Bologne[3] (Italie) pour Au temps de l'antan : contes du pays Martinique, sur un texte de Patrick Chamoiseau.
- Prix BolognaRagazzi 1991, catégorie prix graphique, Foire du livre de jeunesse de Bologne[4] (Italie) pour Rue de la Méditerranée, sur un texte de René de Ceccatty.
- Plaque d'Or 1993 de la Biennale d'illustration de Bratislava (BIB)[5] pour Pepita : contes d'hier et d'aujourd'hui, sur un texte de Pascale Gautier.
- Plaque d'Or 1995 de la Biennale d'illustration de Bratislava (BIB)[5] pour Toute l'eau de mon cœur, sur un texte de Patrick Mosconi.

## Expositions
Mireille Vautier a exposé de nombreuses fois, dont :
- 2008 : Mireille Vautier : Embroidered[10], Safe-T-Gallery, New-York ;
- 2011 : Centre européen de la Poésie, 17e Parcours de l’Art, Avignon ;
- 2012 : avec Françoise Carré, pavillon Davioud, jardin du Luxembourg, Paris ;
- 2014 : Parcours Saint-Germain, 12e édition, Paris ;
- 2015 : installation «  Paysages  », avec Pascal Valty, au 6B, Saint-Denis ;
- 2019 : Mireille Vautier[9], galerie Valérie Gautier, Le Palais, Belle-Île-en-Mer ;
- 2021 : Mireille Vautier, galerie Jonquille Pfister, Uzès.